# نصر یکم
نصر یکم سامانی (درگذشتهٔ اوت ۸۹۲ میلادی) بنیان‌گذار و از امیران سلسلهٔ سامانی بود. پدر او احمد، پدربزرگش اسد و نیای او سامان‌خدا بود.
اصل وی از خراسان است، از خاندان ایرانی معروفی که نسبش احتمالا به خاندان مهران می‌رسد. نیای وی سامان در خدمت ابومسلم خراسانی بود و پس از سامان پسرش اسد جانشین او شد و در عهد خلافت هارون‌الرشید درگذشت. اسد چهار پسر داشت به نام‌های احمد و نوح و یحیی و الیاس. احمد به حکومت فرغانه رسید و نوح بر سمرقند و یحیی بر چاچ و اشروسنه و الیاس بر هرات امارت یافتند. احمد خوش‌رفتارترین برادران بود و چون به سال ۲۵۰ در فرغانه درگذشت، هفت پسر از او باقی ماند که از آن جمله نصر به جانشینی پدر فرمانروای سمرقند و چاچ و فرغانه شد و خلیفهٔ عباسی المعتمد بالله امارت او را بر ماوراءالنهر به سال ۲۶۱ تأیید کرد. بخارا و غزنه هم به قلمرو او افزوده گشت. وی در سال ۲۷۹ ه‍.ق درگذشت و برادرش اسماعیل یکم سامانی جانشین وی گشت. نصر پادشاهی بخرد و متدین و ادیب و شاعر بود.